# Alexandru cel Bun, Neamț
Alexandru cel Bun là một xã thuộc hạt Neamț, România. Dân số thời điểm năm 2002 là 5075 người.